# Les Ombres qui passent
Pour plus de détails, voir Fiche technique et Distribution.
Les Ombres qui passent est un film français réalisé par Alexandre Volkoff, sorti en 1924.

## Fiche technique
- Titre français : Les Ombres qui passent
- Réalisation : Alexandre Volkoff
- Scénario : Alexandre Volkoff, Kenelm Foss et Ivan Mosjoukine
- Photographie : Fédote Bourgasoff, Marc Bujard et Nicolas Toporkoff
- Décors : Alexandre Lochakoff
- Pays de production : France
- Format : Noir et blanc - 1,33:1 - Film muet
- Genre : drame
- Date de sortie : 1924

## Distribution[1]
- Ivan Mosjoukine : Louis Barclay
- Nathalie Lissenko : Jaqueline del Sorio
- Henry Krauss : Barclay père
- Andrée Brabant : Alice Barclay
- Georges Vaultier : John Pick
- Camille Bardou : Baron Ionesco